# Iiro Tarkki
Iiro Johannes Tarkki (* 1. Juli 1985 in Rauma) ist ein ehemaliger finnischer Eishockeytorwart, der in der Liiga unter anderem für SaiPa Lappeenranta, Espoo Blues und Kärpät Oulu aktiv war. Sein Bruder Tuomas Tarkki ist ebenfalls  Eishockeyspieler.

## Karriere
Iiro Tarkki begann seine Karriere als Eishockeyspieler in seiner Heimatstadt in der Nachwuchsabteilung von Lukko Rauma, für dessen Profimannschaft er in der Saison 2004/05 sein Debüt in der SM-liiga, der höchsten finnischen Spielklasse, gab. In der Zeit von 2003 bis 2006 kam der Torwart als Mitglied der Profimannschaft von Lukko Rauma jedoch nur zu einem einzigen Einsatz. Stattdessen lief er für die U20-Junioren von Lukko in der Nuorten SM-liiga sowie als Leihspieler für die finnische U20-Nationalmannschaft, Hermes Kokkola und Haukat in der zweitklassigen Mestis auf. Zur Saison 2006/07 wechselte er innerhalb der SM-liiga zu SaiPa Lappeenranta, wurde in seinem ersten Jahr beim neuen Team jedoch an SaPKo Savonllina aus der Mestis ausgeliehen. In den folgenden beiden Jahren gelang ihm als Stammtorwart bei SaiPa der Durchbruch im professionellen Eishockey.
Von 2009 bis 2011 trat Tarkki für die Espoo Blues in der SM-liiga an. Anschließend wurde er von den Anaheim Ducks aus der National Hockey League verpflichtet, für die er jedoch nur ein einziges Spiel absolvierte. Die gesamte restliche Spielzeit verbrachte er jedoch als Stammtorwart bei deren Farmteam Syracuse Crunch in der American Hockey League. Zur Saison 2012/13 wurde der Finne von Salawat Julajew Ufa aus der Kontinentalen Hockey-Liga verpflichtet und absolvierte für diesen Klub 53 KHL-Partien. Nach einem durchwachsenen Saisonstart wurde Tarkki im Oktober 2013 entlassen, einen Monat später erhielt er eine Anstellung beim Linköping HC aus der Svenska Hockeyligan. Für Linköping absolvierte er in der Folge elf SHL-Einsätze, ehe er im Juli 2014 von Kärpät Oulu aus der heimischen Liiga verpflichtet wurde.
Im Dezember 2015 beendete er seine Karriere aus persönlichen Gründen.

### International
Für Finnland nahm Tarkki an der Weltmeisterschaft 2010 teil, bei der er als Ersatztorwart ohne Einsatz blieb. Zudem stand er in den Jahren 2009, 2010 und 2011 im Aufgebot seines Landes bei der Euro Hockey Tour.

## Erfolge und Auszeichnungen
- 2015 Finnischer Meister mit Kärpät Oulu

## Karrierestatistik
(Legende zur Torhüterstatistik: GP oder Sp = Spiele insgesamt; W oder S = Siege; L oder N = Niederlagen; T oder U oder OT = Unentschieden oder Overtime- bzw. Shootout-Niederlage; Min. = Minuten; SOG oder SaT = Schüsse aufs Tor; GA oder GT = Gegentore; SO = Shutouts; GAA oder GTS = Gegentorschnitt; Sv% oder SVS% = Fangquote; EN = Empty Net Goal; 1 Play-downs/Relegation; Kursiv: Statistik nicht vollständig)